# Cristo entre quatro anjos
O Cristo entre Quatro Anjos e os Instrumentos da Paixão é uma pintura do mestre renascentista italiano Vittore Carpaccio, executada em 1496 e hoje abrigada no Civici musei e gallerie di storia e arte de Udine, norte da Itália.
A obra foi pintada para a igreja de São Pedro Mártir de Udine. Foi adquirido pelos austríacos após as Guerras Napoleônicas e atribuído ao Hofmuseum em Viena em 1838. Foi devolvido à Itália em 1919.

## Descrição
A obra está assinada e datada VICTORIS CHARPATJO / VENETI OPVS / 1496 em cartela fixada no subsolo. É contemporâneo do ciclo da Lenda de Santa Úrsula de Carpaccio e apresenta algumas influências de Giovanni Bellini.
Representa Cristo em pé sobre um embasamento duplo, guardando a Cruz. Atrás dele está um pano adamascado segurado por dois anjos e, nas laterais, uma paisagem inspirada nas colinas venezianas; o castelo à direita é semelhante ao de Udine. Em primeiro plano estão quatro anjos com os Instrumentos da Paixão: da esquerda, a Lança Sagrada, os pregos da cruz, os bastões da Flagelação e a Santa Esponja. Na cruz está a Coroa de Espinhos e a inscrição “INRI”. Raios de sangue brotam das chagas de Cristo, desembocando no Santo Cálice e transformando-se no pão sacramental.